# Chang’e 5-T1
Chang’e 5-T1 (chiń. 嫦娥五号T1; pinyin Cháng'é wǔhào T1) – eksperymentalna misja chińskiej sondy księżycowej, wystrzelona 23 października 2014 z Centrum Startowego Satelitów Xichang przy użyciu rakiety Chang Zheng 3C. Celem misji był test prototypu kapsuły powrotnej. Ma on stanowić podstawę do skonstruowania kapsuły powrotnej dla sondy Chang’e 5, której start zaplanowano na rok 2017.

## Konstrukcja sondy
Moduł serwisowy sondy oparty jest na platformie dla satelitów telekomunikacyjnych DFH-3A, takiej samej jak we wcześniejszej misji Chang’e 2. Głównym ładunkiem była prototypowa kapsuła powrotna, nazwana przez niektóre media Xiaofei, w kształcie dzwonu. Kapsuła miała na celu przetestowanie rozwiązań technicznych, jakie docelowo mają zostać zaimplementowane w misji Chang’e 5.

### Ładunek dodatkowy
Na pokładzie sondy znalazł się zbudowany przez niemiecką firmę OHB Systems nadajnik radiowy, wyniesiony w ramach misji Manfred Memorial Moon Mission w celu upamiętnienia zmarłego w 2014 roku Manfreda Fuchsa, założyciela OHB. Innym ładunkiem był dozymetr mierzący poziom promieniowania kosmicznego, dostarczony przez hiszpańską spółkę IC-Málaga.

## Misja sondy
Sonda wystartowała 23 października 2014 z Centrum Startowego Satelitów Xichang przy użyciu rakiety Chang Zheng 3C i została wyniesiona na trajektorię translunarną. Trzy dni później dokonała przelotu obok Księżyca w odległości ok. 13 000 km, dokonując jego obserwacji przy pomocy wbudowanej kamery.
31 października 2014 kapsuła powrotna sondy weszła w atmosferę z prędkością 11,2 km/s i wylądowała o 22:44 czasu UTC na terenie Mongolii Wewnętrznej w rejonie Siziwang Qi. Moduł serwisowy sondy pozostał na orbicie, krążąc w pobliżu punktu L2 układu Ziemia-Księżyc. Stamtąd w styczniu 2015 skierowano go na orbitę wokółksiężycową. Do 8 lutego sonda przeprowadzała testowe manewry orbitalne, będące częścią przygotowań do kolejnej misji, mającej na celu pobranie próbek gruntu księżycowego.